# Registre national des lieux historiques dans le comté d'Alpine

Localisation du comté d'Alpine en Californie

Ceci est la liste des lieux historiques inscrits sur le registre national dans le comté d'Alpine en Californie.
C'est censé être une liste exhaustive des propriétés et des districts des  lieux historiques du registre national dans le comté d'Alpine, en Californie. Les coordonnées de latitude et longitude sont fournies pour la plupart des propriétés et les districts du registre national ; ces localisations peuvent être aperçues sur Google Map.
Il y a 2 propriétés et districts répertoriés sur le registre national dans le comté.

## Liste actuelle
| Position | ID       | Type | Nom                           | Localisation   | Ville        | Date d'inscription | Image | Coordonnées                          | Description |
| -------- | -------- | ---- | ----------------------------- | -------------- | ------------ | ------------------ | ----- | ------------------------------------ | ----------- |
| 1        | 04001074 | NRHP | Alpine County Courthouse (en) | 14777 CA 89    | Markleeville | 30 septembre 2004  |       | 38° 41′ 40″ nord, 119° 46′ 43″ ouest |             |
| 2        | 05000071 | NRHP | Old Webster Schoolhouse (en)  | 135 School St. | Markleeville | 11 juillet 2005    |       | 38° 41′ 40″ nord, 119° 46′ 56″ ouest |             |